# 27. јануар
27. јануар је двадесет седми дан у години у Грегоријанском календару. 338 дана (339 у преступним годинама) остаје у години после овог дана.

## Догађаји
- 447 — Земљотрес је уништио велики део Цариградских зидина.
- 661 — Алијином смрћу окончан је Рашидунски халифат.
- 1785 — Основан је Универзитет Џорџије, први државни универзитет у САД.
- 1822 — На скупштини у Епидауру грчки устаници прогласили независност Грчке, коју је Турска признала 1829.
- 1825 — Амерички конгрес је одобрио стварање Индијанске територије (у данашњој Оклахоми), отворивши пут пресељавању Индијанаца у источном делу САД кроз Пут суза.
- 1865 — Шпанија признала независност Перуа.
- 1919 — У Марибору је убијено је 13 а рањено 60 ненаоружаних грађана немачке националности у догађају познатом као Мариборска крвава недеља.
- 1924 — Влада Краљевине Срба, Хрвата и Словенаца потписала у Риму пакт о пријатељству и сарадњи са Италијом и споразум којим је Ријека предата Италији.
- 1926 — Енглески проналазач Џон Логи Берд у Лондону први пут јавно демонстрирао телевизију.
- 1942 — Извршен је Игмански марш Прве пролетерске бригаде за време Друге непријатељске офанзиве.
- 1943 — Ратно ваздухопловство Америчке армије је извршило, у Другом светском рату, први напад на Немачку целодневним бомбардовањем ратне луке Вилхелмсхафен.
- 1945 — Совјетске јединице су ослободиле Аушвиц.
- 1964 — Француска је успоставила дипломатске односе са Народном Републиком Кином.
- 1967 — Током проба за лет на Месец у бази Кејп Каневерал три америчка астронаута (Гас Грисом, Едвард Вајт и Роџер Чафи) погинула у капсули свемирског брода „Аполо 1“ у ком је избио пожар.
- 1967 — Представници 60 земаља потписали споразум о забрани употребе оружја за масовно уништавање у свемиру.
- 1973 — Потписивањем Париског мировног уговора ступило је примирје у Вијетнамском рату и окончано војно ангажовање САД у тој земљи. Главни преговарачи, државни секретар САД Хенри Кисинџер и северновијетнамски министар Ле Дук То, добили исте године Нобелову награду за мир.
- 1980 — Уз помоћ званичника канадске владе, шесторо америчких дипломата који су избегли затварање у иранској талачкој кризи је побегло у Цирих.
- 1981 — Најмање 500 људи погинуло на индонежанском фериботу „Тампомас II“ који је после пожара потонуо у Јаванском мору.
- 1991 — Америчка авијација у Заливском рату почела масовно бомбардовање другог по величини ирачког града Басре.
- 1991 — Посланици Собрања изабрали Киру Глигорова за председника Македоније.
- 1993 — У Њу Делхију полиција употребила сузавац да растера побуњене Хиндусе који су напали џамију и муслимане који су напали хиндуски храм и том приликом спалили на десетине радњи.
- 1996 — У Нигеру војним ударом оборен први демократски изабран председник Махамане Осман.
- 1997 — Уочи Светосавске литије, у којој је те године учествовало више од 100.000 људи, повукао се полицијски кордон у Коларчевој улици у центру Београда. Полиција и демонстранти стајали непрекидно седам дана једни спрам других током протеста због фалсификовања локалних избора у Србији у новембру 1996. Демонстранти бучно прославили завршетак акције „кордоном на кордон“ и кренули у протестну шетњу улицама Београда.
- 1998 — Европска унија и НАТО изразили забринутост због заоштравања ситуације на Косову, где су учестали сукоби наоружаних Албанаца и српских снага безбедности.
- 1999 — Београдска канцеларија Комесаријата Уједињених нација за избеглице саопштила да у 98 села у централном и западном Косову више нема српског становништва.
- 2002 — У серији експлозија у војном складишту у Лагосу и пожару изазваном експлозијама погинуло више од 1.000 људи.
- 2006 — Сурчински аеродром у Београду је преименован у Аеродром Николе Тесле.

## Рођења
- 1756 — Волфганг Амадеус Моцарт, аустријски композитор. (прем. 1791)[1]
- 1777 — Лукијан Мушицки, српски епископ и књижевник. (прем. 1837)[2]
- 1832 — Луис Керол, енглески писац. (прем. 1898)[3]
- 1836 — Леополд фон Захер-Мазох, аустријски писац. (прем. 1895)[4]
- 1859 — Вилхелм II од Немачке, немачки цар и пруски краљ. (прем. 1941)[5]
- 1885 — Џером Керн, амерички композитор, отац модерног мјузикла. (прем. 1945)[6]
- 1910 — Едвард Кардељ, словеначки и југословенски политичар, народни херој Југославије. (прем. 1979)[7]
- 1916 — Стјепан Стева Филиповић, командир Колубарске чете Ваљевског партизанског одреда, народни херој Југославије. (прем. 1942)[8]
- 1921 — Дона Рид, америчка глумица и продуценткиња. (прем. 1986)[9]
- 1932 — Зоран Прљинчевић, српски фудбалер. (прем. 2013)[10]
- 1936 — Бери Бариш, амерички физичар, добитник Нобелове награде за физику (2017).[11]
- 1936 — Семјуел Ч. Ч. Тинг, кинеско-амерички физичар, добитник Нобелове награде за физику (1976).[12]
- 1940 — Џејмс Кромвел, амерички глумац.[13]
- 1944 — Ник Мејсон, енглески музичар, најпознатији као суоснивач и бубњар групе Pink Floyd.[14]
- 1947 — Бранислав Покрајац, српски рукометаш и рукометни тренер. (прем. 2018)[15]
- 1954 — Маринко Роквић, српски певач. (прем. 2021)[16]
- 1956 — Мими Роџерс, америчка глумица.
- 1957 — Јаник Герс, енглески музичар, најпознатији као гитариста групе Iron Maiden.[17]
- 1961 — Драгиша Шарић, српски кошаркаш и кошаркашки тренер. (прем. 2008)
- 1962 — Слободан Вукосавић, српски електротехничар, академик и редовни члан састава Српске академије наука и уметности.[18]
- 1964 — Бриџет Фонда, америчка глумица.[19]
- 1979 — Розамунд Пајк, енглеска глумица.[20]
- 1980 — Јиржи Велш, чешки кошаркаш.[21]
- 1980 — Ђорђе Пантић, српски фудбалски голман.[22]
- 1980 — Марат Сафин, руски тенисер.[23]
- 1987 — Иван Паунић, српски кошаркаш.[24]
- 1991 — Александар Игњовски, српски фудбалер.[25]
- 1994 — Адин Врабац, босанскохерцеговачки кошаркаш.[26]
- 1995 — Емил Роцков, српски фудбалски голман.[27]

## Смрти
- 1807 — Осман Пазваноглу, турски војни заповедник, управник Видинског пашалука и пријатељ Риге од Фере. (рођ. 1758)[28]
- 1814 — Јохан Готлиб Фихте, немачки филозоф. (рођ. 1762)
- 1885 — Миша Анастасијевић, српски трговац, добротвор, родољуб и учитељ. (рођ. 1803)[29]
- 1901 — Ђузепе Верди, италијански композитор. (рођ. 1813)[30]
- 1942 — Петар Добровић, српски сликар и политичар. (рођ. 1890)[31]
- 1972 — Махалија Џексон, америчка госпел певачица. (рођ. 1911)
- 1980 — Ели Финци, српски и југословенски књижевник, позоришни и књижевни критичар, есејистa и преводилац. (рођ. 1911)[32]
- 1983 — Луј де Финес, француски глумац и комичар. (рођ. 1914)
- 2006 — Никица Калогјера, југословенски и крватски композитор, диригент, аранжер и музички продуцент. (рођ. 1930)[33]
- 2006 — Јоханес Рау, немачки политичар, председник Немачке (1999—2004). (рођ. 1931)
- 2009 — Џон Апдајк, амерички писац, песник, критичар уметности и књижевни критичар. (рођ. 1932)[34]
- 2010 — Зелда Рубинстејн, америчка глумица и активисткиња за људска права. (рођ. 1933)
- 2010 — Џером Дејвид Селинџер, амерички књижевник. (рођ. 1919)[35]
- 2012 — Љиљана Јовановић, српска глумица. (рођ. 1930)
- 2014 — Пит Сигер, амерички музичар и активиста. (рођ. 1919)
- 2015 — Чарлс Хард Таунс, амерички физичар, добитник Нобелове награде за физику (1964). (рођ. 1915)[36]
- 2017 — Емануел Рива, француска глумица и песникиња. (рођ. 1927)[37]
- 2021 — Клорис Личман, америчка глумица и комичарка. (рођ. 1926)
- 2023 — Саша Петровић, босанскохерцеговачки глумац. (рођ. 1962)

## Празници и дани сећања
- Србија:
  - Дан духовности[38]
- Српска православна црква слави:
  - Светог Саву архиепископа српског
  - Преподобне мученике Оце Синајске и Раитске
  - Свету Нину, просветитељку Грузије
- Русија:Дан укидања опсаде Лењинграда
- Међународни дан сећања на жртве Холокауста